# Neoathyreus isthmius
Neoathyreus isthmius es una especie de coleóptero de la familia Geotrupidae.

## Distribución geográfica
Habita en Panamá.